# حملة الأيام الستة

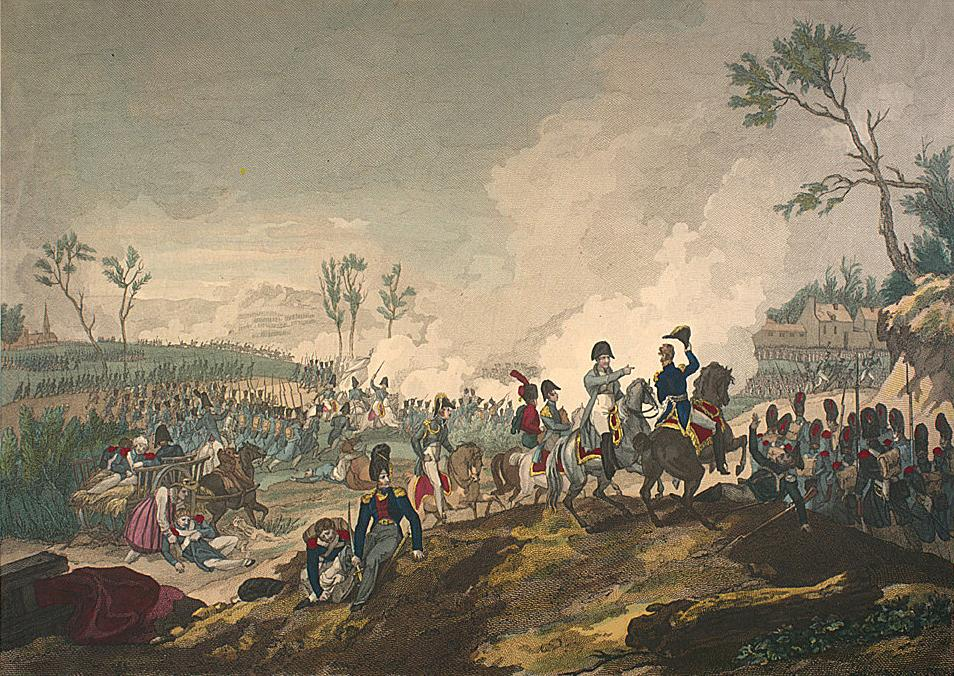
رسم لحملة الأيام الستة

حملة الأيام الستة (10-15 فبراير 1814) هي السلسلة الأخيرة من انتصارات قوات نابليون الأول الفرنسي عند اقتراب التحالف السادس من باريس.
جرى القتال في حملة الأيام الستة بين العاشر والخامس عشر من فبراير في الوقت الذي ألحق فيه جيش نابليون أربع هزائم بجيش بلوشير السيليزي في معركة شامبوبير ومعركة مونتاميريل ومعركة شاتو-تيري ومعركة فوشامب. تمكن جيش نابليون المكون من 30 ألف رجل من إلحاق 31,750 ضحية في قوات بلوشير المكونة من 50-56 ألف رجل.
أجبر تقدم الجيش البوهيمي بقيادة شوارزنبرغ نابليون على التخلي عن سعيه وراء جيش بلوشير، الذي رغم تلقيه ضربات قاصمة، تمكن من سد النقص بسرعة من خلال وصول التعزيزات. بعد خمسة أيام من الهزيمة في فوشامب، عاد الجيش السيليزي إلى الهجوم.

## الوضع الاستراتيجي
في بداية عام 1814 هزم التحالف السادس الفرنسيين في ألمانيا وإسبانيا، وكانوا مستعدين لغزو فرنسا من الشمال الشرقي والجنوب الغربي.
على الجبهة الشمالية الشرقية كانت ثلاث جيوش من جيوش التحالف تتحضر لغزو فرنسا، ولكن في الوقت الذي انتهت فيه حملة الأيام الستة عبر جيشان فقط الحدود نحو فرنسا:
- عبر الجيش البوهيمي أو الجيش العظيم المكون من 200-210 آلاف جندي من النمساويين والروس والبافاريين ووتمبرغ تحت قيادة الأمير شوارزنبرغ من خلال المنطقة السويسرية (خارقًا حياد الكانتون) وعبر نهر الراين بين بازل وشافهاوزن في العشرين من ديسمبر 1813.[1]
- عبر الجيش السيليزي المكون من 50-56 ألف رجل من البروسيين والروس تحت قيادة الأمير بلوشير نهر الراين بين راشتادت وكوبلنز في الأول من يناير 1814.[5]

في ذات الوقت غزا ويلينغتون فرنسا عبر جبال البيرنييه. تاركًا المارشال سولت والمارشال سوشيه للدفاع عن الجبهة الجنوبية الغربية لفرنسا، قاد نابليون المقاومة الفرنسية في الجبهة الشمالية الشرقية لفرنسا.
كان تحت إمرة نابليون حوالي 200 ألف رجل بالمجمل، من بينهم مئة ألف محجوزين من قبل دوق ويلنغتون على الجبهة الإسبانية وأكثر من 20 ألف رجل مطلوب منهم منطقة التدفق من جبال الألب. بالتالي بقي أقل من 80 ألف رجل متوفرين للجبهة الشرقية والشمالية الشرقية. حتى لو كان ضعيفًا بالأرقام، كان عاملًا في ذلك الوقت في منطقة صديقة متمكنًا من العثور على الطعام تقريبًا في كل مكان ويملك خطوط اتصال ميسرة.

## مقدمة
لم يكن القتال على الجبهة الشمالية الشرقية لفرنسا حاسمًا خلال يناير والأسبوع الأول من فبراير. خلال معركة بريني (29 يناير 1814) فاجأ نابليون بلوشير في مقر قيادته وكاد يقبض عليه. بعد علمه بأن نابليون كان على مرمى حجر تراجع بلوشير عدة أميال إلى الشرق في الصباح التالي إلى موقع أقوى بعد سد المخارج من ممر بار-سور-أوب. انضم إليه الحرس النمساوي المتقدم هناك واتفقوا على قبول المعركة، في الحقيقة لم يكن لديهم خيار آخر، إذ كانت الطرق في الأمام مزدحمة ولم يكن التراجع مطروحًا للنقاش. في عصر الثاني من فبراير هاجمهم نابليون بادئًا معركة روثيير. كان الجو قاسيًا، والأرض ثقيلة جدًا إذ غدت مدافع نابليون وهي عماد نظامه الحربية عديمة الفائدة، وفي انجرافات الثلج التي دخلت ميدان المعركة على فترات فقدت العديد من الكتائب الطريق وتلقوا هجمات عنيفة من القوزاق. رغم تمكن الفرنسيين من إلحاق أضرار أكبر من تلك التي تلقوها، تراجع نابليون إلى ليسمونت ومنها إلى تروي، وتُرك المارشال مارمونت لمراقبة العدو.
بسبب حالة الطرق، أو ربما بسبب الخمول غير العادي الذي كان يميز دائمًا مقر قيادة شوارزنبرغ، لم تجري ملاحقة الفرنسيين. ولكن في 4 فبراير، استاء بلوشير من هذا التقاعس، وحصل على إذن من ملكه، الملك فريدريك الثالث البروسي، لنقل خط عملياته إلى وادي مارن؛ عُين فيلق بالين القوزاقي لتغطية ميسرة جيش بلوشير والحفاظ على التواصل مع النمساويين.